# Vicente (nombre)
Vicente es un nombre propio de origen latino: Vincentius, relativo a la palabra vincens, que significa "el vencedor".

## Variantes
- Femenino: Vicenta.
- Diminutivo: Vicentico, Vicentito, Vicho, Vicentillo, vivi, vicen.

## En otros idiomas
| Variantes en otros idiomas | Variantes en otros idiomas |
| -------------------------- | -------------------------- |
| Aragonés                   | Vicent, Bizén              |
| Catalán                    | Vicenç                     |
| Valenciano                 | Vicent, Cento              |
| Checo                      | Vincenc                    |
| Euskera                    | Bixente o Bingen           |
| Francés                    | Vincent                    |
| Gallego                    | Vicenzo                    |
| Griego                     | Βικέντιος (Vikentios)      |
| Húngaro                    | Vince                      |
| Inglés                     | Vincent                    |
| Italiano                   | Vincenzo                   |
| Irlandés                   | Uinseann                   |
| Lituano                    | Vincentas                  |
| Polaco                     | Wincenty                   |
| Portugués                  | Vicente                    |
| Ruso                       | Викентий                   |
| Sueco                      | Vincent                    |

## Onomástica
- 22 de enero, santoral de San Vicente Mártir.
- 5 de abril, San Vicente Ferrer (aunque en Valencia se celebra el lunes inmediato al segundo Domingo de Pascua).
- 27 de septiembre, San Vicente de Paúl.

## Religión

### Santos
- San Vicente Mártir (†304) - Festividad: 22 de enero.
- San Vicente Ferrer (Valencia 1350 - Vannes 1419) - Festividad: 5 de abril.
- San Vicente de Paúl (Pouy 1581 - 1660) - Festividad: 27 de septiembre.
- San Vicente de Iberia, Mártir (Lezuza †253).
- San Vicente Pallotti, (1785-1850), fundador de la orden de los palotinos - Festividad: 22 de enero.
- San Vicente de Balboe
- Vicente Améstica